# Robert Andrews Millikan
Robert Andrews Millikan (White) (EE. UU.: /ˈɹɑbəɹt ˈænˌdɹuz ˈmɪləkən/; Morrison, Illinois, 22 de marzo de 1868-San Marino, California; 19 de diciembre de 1953) fue un físico experimental estadounidense ganador del Premio Nobel de Física en 1923 primordialmente por su trabajo para determinar el valor de la carga del electrón y el efecto fotoeléctrico. También investigó los rayos cósmicos.

## Biografía
Robert A. Millikan se graduó en la Universidad de Oberlin en 1891 y obtuvo su doctorado en la Universidad de Columbia en 1895. En 1896 consiguió la plaza de asistente en la Universidad de Chicago, donde llegaría a ser profesor en 1910, puesto que retuvo hasta 1921. En 1907 inició una serie de trabajos destinados a medir la carga del electrón, estudiando el efecto de los campos eléctrico y gravitatorio sobre una gota de agua (1909). Los resultados sugerían que la carga eléctrica de las gotas eran múltiplos de una carga eléctrica elemental, pero el experimento con gotas de agua no era lo suficientemente preciso para ser convincente, tenían tendencia a evaporarse demasiado rápidamente. Los resultados definitivos llegaron en 1910 cuando reemplazó las gotas de agua por su experimento con gotas de aceite, deduciendo de sus observaciones el primer valor preciso de la constante «eléctrica elemental».
En 1916 Robert A. Millikan empleó sus habilidades en la verificación experimental de la ecuación introducida por el físico alemán Albert Einstein en 1905 para describir el efecto fotoeléctrico y evaluando la constante "h" de Planck. En 1921 Millikan cambió su puesto en la Universidad de Chicago por el de Director del Laboratorio de Física Norman Bridge del Instituto Tecnológico de California (Caltech) en Pasadena. Allí se especializó en el estudio de la radiación que el físico Victor Hess había detectado viniendo del espacio exterior. Robert A. Millikan probó que esta radiación era extraterrestre y la bautizó como «rayos cósmicos». Como presidente del Consejo Ejecutivo del Caltech (el órgano gobernador del centro en esas fechas) desde 1921 hasta su retiro en 1945, Robert A. Millikan convirtió el centro en una de las instituciones investigadoras líderes en los Estados Unidos. También participó desde 1921 al 1953 en el patronazgo del Servicio de Ciencia, ahora conocido como Sociedad para la Ciencia y el Público.
Estudió en un principio la radiactividad de los minerales de uranio y la descarga en los gases. Luego realizó investigaciones sobre radiaciones ultravioletas.

### Educación
Robert A. Millikan nació el 22 de marzo de 1868, en Morrison, Illinois. Fue a la escuela secundaria en Maquoketa, Iowa. Recibió su Grado en ciencias clásicas en la Facultad Oberlin en 1891 y obtuvo su doctorado en Físicas en la Universidad de Columbia en 1895, siendo el primero en conseguirlo en su departamento.

Al final de mi segundo año [...] mi profesor de griego [...] me pidió que impartiera [...] el curso de física elemental durante el próximo curso. A mi contestación diciendo que no sabía nada de física en absoluto, su respuesta fue «cualquiera que sepa bien Griego puede enseñar Físicas». «Sin problemas —dije yo— tendrá que afrontar las consecuencias, pero lo intentaré y veremos lo que puedo hacer». Entonces me compré el texto Elementos de Física de Avery, y dediqué parte de las vacaciones de verano de 1889 en casa -intentando dominar la materia [...] Dudo si alguna vez enseñé mejor Físicas en mi vida que en mi primer curso en 1889. Estaba tan profundamente interesado en adquirir más conocimiento del necesario para las clases que ellos pudieron contagiarse de mi propio interés y entusiasmo.
Robert A. Millikan

El entusiasmo de Millikan por la educación continuó a lo largo de toda su carrera, y fue coautor de una serie influyente y popular de textos que se adelantaban a su tiempo en muchos aspectos. En comparación con los otros libros de la época, que trataban el tema más en la forma en que fue pensado por los físicos. También incluyeron muchos problemas que incluían preguntas conceptuales, en lugar de requerir a los alumnos que simplemente introdujeran números en la fórmulas.
En 1902 se casó con Greta Ervin Blanchard. Tuvieron tres hijos: Clark Blanchard, Glenn Allen y Max Franklin.

## Trabajo científico

### Carga del electrón

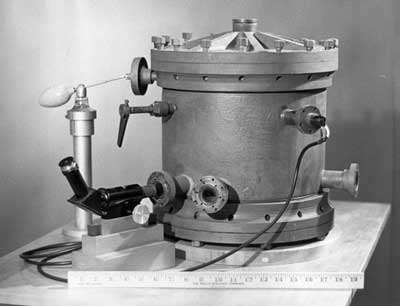
Aparato diseñado por Millikan para su experimento con la gota de aceite (1909-1910).

A partir de 1909, mientras era profesor en la Universidad de Chicago, Millikan comenzó a trabajar en su experimento con una gota de aceite con objeto de medir la carga del electrón. J.J. Thomson había descubierto la relación carga-masa del electrón, pero ninguno de ellos por separado. Por lo tanto, si uno de estos dos valores podían ser determinados, el otro podría calcularse fácilmente. Robert A. Millikan y su estudiante de grado Harvey Fletcher utilizaron el experimento de la gota de aceite para medir la carga del electrón (y con ello su masa) y el Número de Avogadro.
Aunque la autoría del descubrimiento era doble, Millikan, a sabiendas de que la determinación de la carga del electrón le forjaría una reputación en la comunidad científica, hizo un trato con Harvey Fletcher para que apareciera Robert A. Millikan como único autor de artículo sobre la determinación de la carga del electrón, y como compensación le permitiría a Fletcher ser el único autor del artículo sobre la determinación del Número de Avogadro, bien pudiendo ser usado este como tesis doctoral. El trato lógicamente no era del agrado de Fletcher, pero teniendo en cuenta que Robert A. Millikan era su mentor, no tuvo más remedio que aceptarlo. Tras la defensa de su doctorado en 1911, Harvey Fletcher no continuó trabajando con Robert A. Millikan; sin embargo, y a pesar de ser la determinación de la carga del electrón una de las razones fundamentales para recibir el Premio Nobel de Física en 1923, los dos mantuvieron buenas relaciones durante el resto de su vida y la historia no se hizo pública hasta la muerte de ambos.
Tras la publicación de sus resultados en 1910, el físico austríaco Felix Ehrenhaft intentando reproducir el experimento de la gota de aceite, obtuvo resultados contradictorios y esto inició una batalla que duraría años, hasta que en 1913 Robert A. Millikan publicara sus datos definitivos.
La carga elemental es una de las constantes fundamentales de la física y su determinación precisa es de gran importancia para la ciencia. El experimento medía la fuerza de una pequeña gota cargada suspendida contra la fuerza gravitatoria por un campo eléctrico creado entre dos electrodos. Conociendo el campo eléctrico, la carga acumulada sobre la gota podía ser determinada. Se repitió el experimento muchas veces, y se determinó que los resultados obtenidos podrían ser explicados si existía una carga elemental única (1,592 x10-19 coulomb) y las cargas identificadas fueran múltiplos enteros de este número. El valor actual asociado a la misma es de 1,602176487|(40) x 10-19 C y existen variadas razones para justificar esta desviación, entre ellas posiblemente la inapropiada estimación del valor de la viscosidad del aire.
Aunque en aquellos tiempos estaba claro que las partículas subatómicas debían existir, no todo el mundo estaba convencido de ello. J. J. Thomson en 1897 experimentando con rayos catódicos había descubierto corpúsculos (así es como los llamó) cargados negativamente con una masa 1840 veces menor que la del ion de hidrógeno. Resultados similares fueron encontrados por George FitzGerald y Walter Kaufmann. Y como todo lo que se conocía por entonces sobre la electricidad y el magnetismo se asociaba a fluidez, la carga también se la consideraba una variable continua; del mismo modo muchas de las propiedades de la luz podrían ser explicadas tratándola como una onda continua en lugar de un chorro de partículas individuales.
La belleza del experimento de la gota de aceite es que al mismo tiempo que determinaba de forma precisa la carga fundamental, el aparato de Millikan también demostró que la carga estaba cuantizada.

#### Controversia sobre la selección de datos
Existe una controversia sobre el proceso de selección de datos elegidos por Millikan para determinar la carga del electrón. Esto ha sido estudiado por Allan Franklin, un antiguo experimentador de altas energías y actual estudioso de la historia de la Ciencia de la Universidad de Colorado, quien después de analizar minuciosamente todas y cada una de las gotas que Robert A. Millikan omitió en su artículo de 1913, demostró que casi todas las omisiones se habían debido a razones sólidas de error experimental. Y, lo que quizás sea aún más importante, que aunque Millikan hubiera incluido todos estos datos, el resultado final no hubiera cambiado demasiado.
El mejor estudio sobre el experimento de Millikan es posiblemente Subelectrons, Presuppositions, and the Millikan-Ehrenhaft Dispute de Gerald Holton, quien llega a decir que el artículo de 1909 donde Robert A. Millikan describe su método es notable por la honestidad de su presentación, en un «gesto poco común en la literatura científica». Millikan incluyó juicios personales sobre la fiabilidad y validez de cada una de las 38 observaciones de gotas. Como recoge el filósofo e historiador de la ciencia Robert P. Crease:

El examen que hizo Holton de los cuadernos de laboratorio de Millikan con las anotaciones sobre el trabajo en que se basaba su artículo de 1913 revela que en realidad Milikan había estudiado 140 gotas y no las 58 que mencionaba en él [...] Este autor sugiere dos explicaciones parciales. Una es la controversia con Ehrenfaft; Millikan, convencido de tener razón, no quería darle munición al austríaco, que en su opinión sólo podía crear más confusión. La segunda razón por la que Millikan omitió mencionar las otras gotas queda clara cuando se examinan las fuentes del error que Holton encontró ente las anotaciones de los cuadernos. «Ha caído el voltaje de la batería; el nanómetro está atascado; la convección interfiere a menudo; la distancia tiene que mantenerse constante; se ha producido un error en el cronómetro; se ha estropeado el atomizador». El estadounidense, en suma, no creía que esas 82 gotas "desaparecidas" del artículo pudieran considerarse datos.
Robert P. Crease, en el El prisma y el péndulo (2003)

### El efecto fotoeléctrico

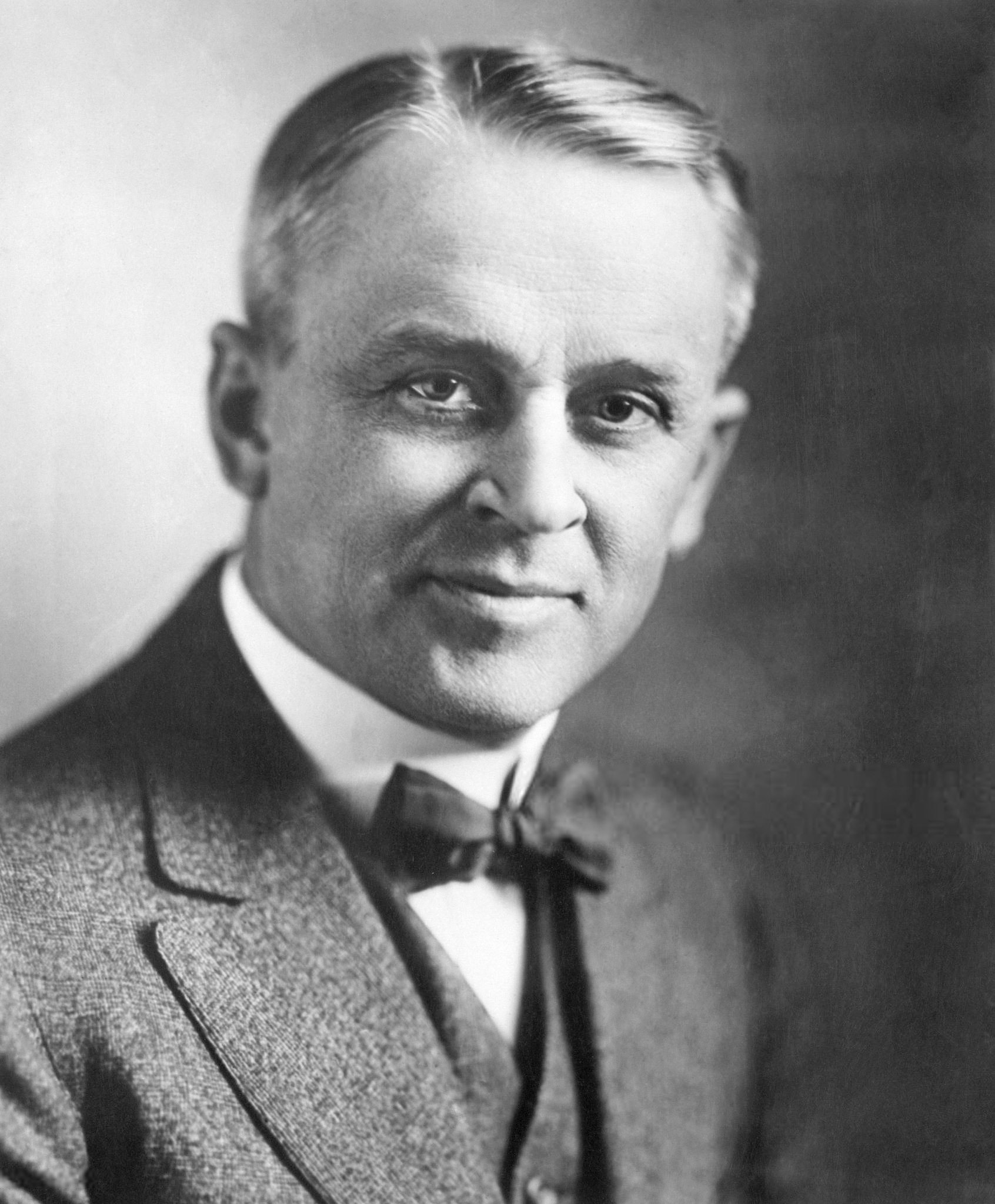
Robert A. Millikan (1923).

Cuando Albert Einstein publicó su revolucionario artículo sobre la naturaleza corpuscular de la luz: «Un punto de vista heurístico sobre la producción y transformación de luz», Millikan estaba convencido de que algo tenía que estar mal. Los científicos llevaban 50 años convencidos de que la luz era una onda, y Millikan era uno de ellos. Por lo que se dispuso a demostrar que la teoría de Einstein era errónea.
Durante una década estuvo experimentando, para lo cual tuvo que construirse un «taller mecánico en vacío» con objeto de poder disponer de una superficie metálica muy limpia que actuara de foto-electrodo.
El experimento medía la energía de los electrones que eran emitidos por una placa metálica sobre la que incidía un rayo de luz. Sin embargo, para su sorpresa, los resultados parecían confirmar la teoría de Einstein de la naturaleza corpuscular de la luz. Pero no solo eso, el experimento permitió la determinación más precisa hasta la fecha del valor de la constante de Planck. Décadas más tarde, cuando Millikan describía su trabajo, todavía asomaba un punto de frustración: «Empleé diez años de mi vida comprobando la teoría de Einstein de 1905 y, en contra de todas mis expectativas, me vi forzado a afirmar su verificación sin ambages a pesar de lo irrazonable que era». En su autobiografía de 1950, declararía que su trabajo «difícilmente permitía cualquier otra interpretación que la que Einstein había originalmente sugerido, concretamente la teoría semi-corpuscular o la teoría fotónica de la luz».

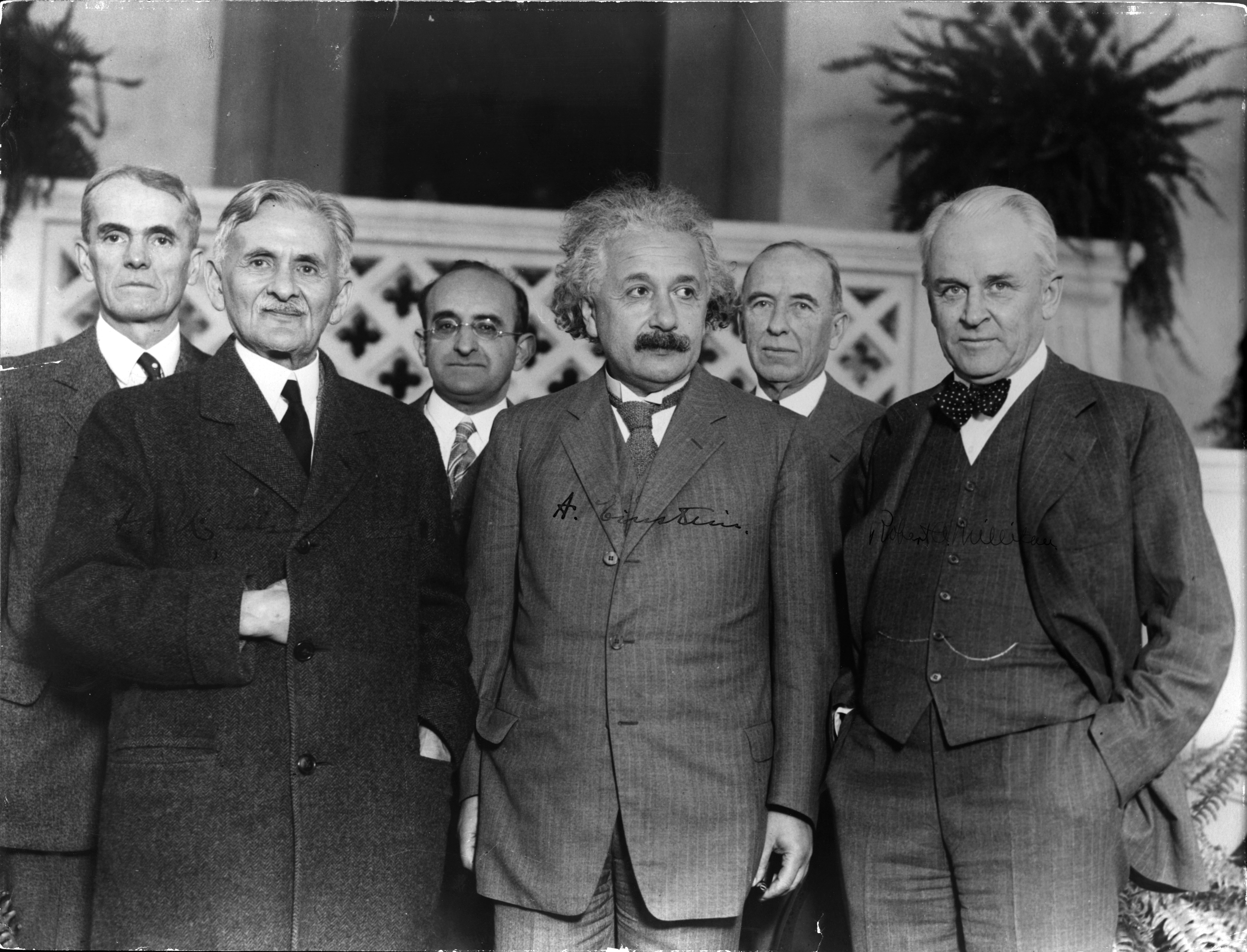
Michelson, Einstein y Robert A. Millikan, (Caltech, 1931).

Con todo, en la época de sus experimentos Millikan no aceptaba que su experimento probase que la luz estuviese compuesta por cuantos; solo admitiría que las matemáticas de Einstein correspondían con sus experimentos. En su artículo sobre el efecto fotoeléctrico, Millikan escribió: «la ecuación fotoeléctrica de Einstein… parece que predice exactamente en todos los casos los resultados observados…Sin embargo la teoría semicorpuscular por la que Einstein llegó a su ecuación parece actualmente completamente insostenible». Millikan también describió la teoría de Einstein sobre las partículas de luz como una «hipótesis atrevida, por no llamarla insensata». Millikan sabía que sin las ecuaciones de Einstein no se podía explicar el fenómeno de la fotoelectricidad usando el punto de vista clásico sobre la luz, por lo que sabía que algo tenía que cambiar, pero la introducción arbitraria de los fotones no era, para su gusto, la respuesta. Además Millikan trabajaba con Michelson (su director de tesis), que creyó toda su vida en la existencia de un éter a través del que las ondas de luz viajaban (a pesar de que sus propios experimentos demostraban su no existencia), por lo que se reforzaban mutuamente en su creencia en la naturaleza ondulatoria de la luz como la única posible.
Pero aunque sus resultados confirmaron las predicciones teóricas de Einstein en todos los detalles, Robert A. Millikan mantuvo un espíritu muy conservador sobre los nuevos descubrimientos que se estaban haciendo en la física. Incluso en una versión de sus libros de texto de 1927, seguiría exponiendo la existencia del éter y presentando la teoría de la relatividad de forma cauta. Tanto es así que en su conferencia con motivo de la recepción del Premio Nobel de Física en 1923, Millikan volvió a mencionar que «el concepto de cuantos de luz localizados a partir del cual Einstein consiguió su ecuación debe ser considerado aún como lejos de estar establecido».

## Principales reconocimientos
- Premio Nobel de Física en 1923.
- Fue galardonado en 1910 con la medalla Hughes, concedida por la Royal Society «por su determinación de la carga del electrón y de otras constantes físicas».[5]
- El cráter lunar Millikan lleva este nombre en su memoria.[6]